# Николай Владинов
Николай Владинов е български футболист, нападател, състезател на ПФК Миньор Перник.
Роден е на 1 април 1987 година във Враца.